# Narcissus brevitubulosus
Narcissus brevitubulosus är en amaryllisväxtart som beskrevs av Abílio Fernandes. Narcissus brevitubulosus ingår i släktet narcisser, och familjen amaryllisväxter.
Artens utbredningsområde är Portugal. Inga underarter finns listade i Catalogue of Life.